# Gregory (Arkansas)
Gregory ist eine Unincorporated Community und ein Census-designated place (CDP) im Woodruff County, Arkansas, in den Vereinigten Staaten. Das U.S. Census Bureau hat bei der Volkszählung 2020 erstmalig eine Einwohnerzahl von 43 ermittelt.

## Persönlichkeiten
- Little Johnny Taylor (1943–2002), Blues- und Soul-Sänger